# Вбеймар
Вбеймар Ангуло Москера (исп. Wbeimar Angulo Mosquera; род. 6 марта 1992, Кибдо, Колумбия), более известный как Вбеймар, — армянский и колумбийский футболист, полузащитник клуба «Алашкерт» и национальной сборной Армении.

## Клубная карьера
Свою игровую карьеру Вбеймар начал в Колумбии, проведя ряд матчей за местные клубы «Патриотас», «Богота», «Атлетико Уила» и «Альянса Петролера». В январе 2014 года полузащитник подписал контракт с «Мурсьелагосом», выступавшим во втором по силе мексиканском дивизионе.
В июле 2015 года Вбеймар был представлен в качестве одного из игроков армянского «Гандзасара». В составе команды из Капана футболист становился обладателем Кубка Армении (2017/2018), а также серебряным призёром чемпионата (2016/2017).

## Карьера в сборной
Прожив в Армении в течение 5 лет, Вбеймар получил гражданство этой страны и августе 2020 года перед играми Лиги наций УЕФА был включён в состав национальной команды. За сборную полузащитник дебютировал 5 сентября в гостевом матче против Северной Македонии, а уже 8 сентября, пробив из-за пределов штрафной площади по воротам эстонцев, смог отличиться первым забитым голом за Армению.

## Статистика

### В сборной
| Сборная          | Год              | Отборочные матчи ЧМ | Отборочные матчи ЧМ | Отборочные матчи ЧЕ | Отборочные матчи ЧЕ | Лига наций УЕФА | Лига наций УЕФА | Товарищеские матчи | Товарищеские матчи | Итого | Итого |
| Сборная          | Год              | Игры                | Голы                | Игры                | Голы                | Игры            | Голы            | Игры               | Голы               | Игры  | Голы  |
| ---------------- | ---------------- | ------------------- | ------------------- | ------------------- | ------------------- | --------------- | --------------- | ------------------ | ------------------ | ----- | ----- |
| Армения          | 2020             | —                   | —                   | —                   | —                   | 5               | 1               | —                  | —                  | 5     | 1     |
| Армения          | 2021             | 1                   | 0                   | —                   | —                   | —               | —               | 2                  | 1                  | 3     | 1     |
| Армения          | 2022             | —                   | —                   | —                   | —                   | 2               | 0               | —                  | —                  | 2     | 0     |
| Всего за карьеру | Всего за карьеру | 1                   | 0                   | —                   | —                   | 7               | 1               | 2                  | 1                  | 10    | 2     |

#### Матчи и голы за сборную
| Матчи Вбеймара за сборную Армении | Матчи Вбеймара за сборную Армении | Матчи Вбеймара за сборную Армении | Матчи Вбеймара за сборную Армении | Матчи Вбеймара за сборную Армении | Матчи Вбеймара за сборную Армении | Матчи Вбеймара за сборную Армении |
| №                                 | Дата                              | Оппонент                          | Счёт                              | Голы                              | Соревнование                      |                                   |
| --------------------------------- | --------------------------------- | --------------------------------- | --------------------------------- | --------------------------------- | --------------------------------- | --------------------------------- |
| 1                                 | 5 сентября 2020                   | Северная Македония                | 1:2                               | —                                 | Лига наций УЕФА 2020/2021         |                                   |
| 2                                 | 8 сентября 2020                   | Эстония                           | 2:0                               | 1                                 | Лига наций УЕФА 2020/2021         |                                   |
| 3                                 | 11 октября 2020                   | Грузия                            | 2:2                               | —                                 | Лига наций УЕФА 2020/2021         |                                   |
| 4                                 | 14 октября 2020                   | Эстония                           | 1:1                               | —                                 | Лига наций УЕФА 2020/2021         |                                   |
| 5                                 | 18 ноября 2020                    | Северная Македония                | 1:0                               | —                                 | Лига наций УЕФА 2020/2021         |                                   |
| 6                                 | 1 июня 2021                       | Хорватия                          | 1:1                               | 1                                 | Товарищеский матч                 |                                   |
| 7                                 | 5 июня 2021                       | Швеция                            | 1:3                               | —                                 | Товарищеский матч                 |                                   |
| 8                                 | 5 сентября 2021                   | Германия                          | 0:6                               | —                                 | Отбор к ЧЕ-2020                   |                                   |
| 9                                 | 8 июня 2022                       | Шотландия                         | 0:2                               | —                                 | Лига наций УЕФА 2022/2023         |                                   |
| 10                                | 14 июня 2022                      | Шотландия                         | 1:4                               | —                                 | Лига наций УЕФА 2022/2023         |                                   |

Итого: 10 игр / 2 гола; 2 победы, 3 ничьих, 5 поражений.